# 竹中敬一
竹中 敬一 （たけなか けいいち、1933年 -　）は、日本のテレビディレクター。

## 人物
1933年（昭和8年）福井県小浜市生まれ。1952年（昭和27年）、福井県立若狭高等学校卒。1957年（昭和32年）、早稲田大学第一文学部美術史科卒、中部日本放送(CBC)に入社。以後、主にドキュメンタリーを中心にテレビ番組を制作する。受賞作品に1968年（昭和43年）『列車糞尿譚』日本民間放送連盟賞報道社会部門金賞、『木曽の四季』文部省芸術祭優秀賞、『淡墨の桜よ!宇野千代と子供たち』前島賞ほか多数。